# Football Club Baník Ostrava 2009-2010
Questa voce raccoglie le informazioni riguardanti il Football Club Baník Ostrava nelle competizioni ufficiali della stagione 2009-2010.

## Organigramma societario
- Allenatore: Miroslav Koubek
- Vice Allenatori: Karel Kula

## Rosa
| N. |                       | Ruolo | Calciatore     |
| -- | --------------------- | ----- | -------------- |
| 1  | Rep. Ceca (bandiera)  | P     | Antonín Buček  |
| 2  | Capo Verde (bandiera) | D     | Nando          |
| 3  | Rep. Ceca (bandiera)  | D     | Radim Řezník   |
| 4  | Rep. Ceca (bandiera)  | C     | Martin Lukeš   |
| 5  | Rep. Ceca (bandiera)  | D     | René Bolf      |
| 6  | Rep. Ceca (bandiera)  | D     | Roman Brunclík |
| 8  | Rep. Ceca (bandiera)  | C     | Patrik Boháč   |
| 9  | Rep. Ceca (bandiera)  | A     | Matěj Vydra    |
| 10 | Slovacchia (bandiera) | A     | Róbert Zeher   |
| 11 | Rep. Ceca (bandiera)  | C     | Ján Greguš     |
| 12 | Rep. Ceca (bandiera)  | D     | Jan Zawada     |
| 13 | Rep. Ceca (bandiera)  | A     | Dominik Kraut  |
| 14 | Rep. Ceca (bandiera)  | A     | Adam Varadi    |
| 16 | Rep. Ceca (bandiera)  | P     | Vít Baránek    |

| N. |                          | Ruolo | Calciatore          |
| -- | ------------------------ | ----- | ------------------- |
| 17 | Rep. Ceca (bandiera)     | C     | Daniel Bartl        |
| 18 | Rep. Ceca (bandiera)     | D     | Tomáš Marek         |
| 19 | Rep. Ceca (bandiera)     | D     | Michal Frydrych     |
| 21 | Corea del Sud (bandiera) | C     | Hyun-Seong Nam      |
| 22 | Rep. Ceca (bandiera)     | D     | Daniel Tchuř        |
| 23 | Rep. Ceca (bandiera)     | D     | Aleš Neuwirth       |
| 25 | Rep. Ceca (bandiera)     | C     | Tomáš Mičola        |
| 26 | Rep. Ceca (bandiera)     | D     | Pavel Ricka         |
| 27 | Rep. Ceca (bandiera)     | C     | Mario Lička         |
| 28 | Rep. Ceca (bandiera)     | A     | Miloslav Strnad     |
| 29 | Rep. Ceca (bandiera)     | C     | Petr Wojnar         |
| 30 | Polonia (bandiera)       | P     | Dawid Pietrzkiewicz |
| -  | Rep. Ceca (bandiera)     | A     | Zbyněk Musiol       |
| -  | Corea del Sud (bandiera) | A     | Hyung-Sang Lee      |